# Tour de France 2000
Le Tour de France 2000 est la 87e édition du Tour de France cycliste. Il se tient du 1er juillet au 23 juillet 2000 sur 21 étapes pour 3 662 km. Le départ a lieu au Futuroscope de Poitiers, avec une étape contre la montre ; l'arrivée se juge aux Champs-Élysées à Paris.
Ce Tour est sans vainqueur depuis le déclassement de l'Américain Lance Armstrong en octobre 2012. Tous ses résultats obtenus depuis le 1er août 1998 lui ont été retirés pour plusieurs infractions à la réglementation antidopage. Cette édition est la deuxième des sept consécutives qu'il aurait gagnées jusqu'à 2005.
Lance Armstrong devançait initialement au classement général l'Allemand Jan Ullrich et l'Espagnol Joseba Beloki, qui restent deuxième et troisième après son déclassement. L'Allemand Erik Zabel remporte le maillot vert du classement par points et le Colombien Santiago Botero le maillot à pois de meilleur grimpeur. Le maillot blanc de meilleur jeune est remporté par l'Espagnol Francisco Mancebo, neuvième du classement général. L'équipe Kelme s'impose au classement par équipes.

## Participation

### Équipes sélectionnées
| Groupes sportifs I (18)- US Postal Service - Banesto - Kelme-Costa Blanca - Mapei-Quick Step - Rabobank - ONCE-Deutsche Bank - Deutsche Telekom - Mercatone Uno-Albacom - AG2R Prévoyance - Saeco-Valli & Valli - Festina - Farm Frites - Cofidis-Le Crédit par Téléphone - Lotto-Adecco - La Française des jeux - Polti - Memory Card-Jack & Jones - Vini Caldirola-Sidermec Groupes sportifs II (2)- Crédit Agricole - Bonjour-Toupargel |
| |

## Déroulement de la course
Le Tour de France 2000 commence avec un court contre-la-montre et non avec un prologue comme les autres années. L'étape se déroule sur un circuit de 16 km autour du Futuroscope. Laurent Jalabert fait rapidement un temps de référence, battu ensuite par David Millar qui le devance de 13 secondes. Jan Ullrich rivalise avec Millar tout le long du parcours mais craque dans le final et finit à 14 secondes de l’Écossais. Il rattrape tout de même Marco Pantani parti une minute avant lui. Le grand favori Lance Armstrong échoue également, à 2 secondes de David Millar. Âgé de 23 ans, Millar remporte sa première victoire sur le Tour et revêt donc le maillot jaune.
La deuxième étape finit par un sprint massif remporté par le sprinteur belge Tom Steels devant Stuart O'Grady et Erik Zabel. Steels s'impose à nouveau lors de la troisième étape, cette fois devant Marcel Wüst et encore devant Erik Zabel.
La quatrième étape est un contre-la-montre par équipes long de 70 km. La formation Crédit agricole garde un long moment le meilleur temps, puis l'équipe de Jan Ullrich, la Deutsche Telekom bat le temps des Crédit agricole. Mais la meilleure équipe est la Once qui bat de 1 minute 6 secondes l'équipe de Jan Ullrich, malgré une pénalité de 20 secondes. L'US Postal termine à 26 secondes des Once. Laurent Jalabert revêt le maillot jaune.
La cinquième étape voit la victoire au sprint de l'Allemand Marcel Wüst devant son compatriote Erik Zabel. La sixième étape est remportée Léon van Bon en échappée, l'Italien Alberto Elli prend le maillot jaune. Laurent Jalabert en est dépossédé pour avoir été attaqué au moment même où il satisfaisait un besoin naturel. Le sprinteur australien Stuart O'Grady est pris dans une chute, se casse la clavicule et ne repart pas. La septième étape est remportée en échappée, en solitaire pendant 128 km par le Français Christophe Agnolutto. Derrière, Marcel Wüst règle le sprint du peloton et prend le maillot vert. Erik Dekker est enfin récompensé en remportant la huitième étape en solitaire. Il s'était échappé à plusieurs reprises depuis le début du Tour. Il porte le maillot à pois de meilleur grimpeur. La neuvième étape se termine par un sprint en bosse où le puncheur italien Paolo Bettini s'impose. Erik Zabel s'empare du maillot vert.

## Affaires dedopage
Des contrôles antidopage détectent, pour la première fois, l'EPO. Les coureurs Rossano Brasi, Andrej Hauptman et Sergueï Ivanov sont testés positifs et interdits de départ.
Le 18 juillet 2000, le coureur français Emmanuel Magnien est contrôlé positif aux corticoïdes. L'analyse a révélé une injection en intraveineuse de cortisone, pratique interdite même si le coureur possédait un certificat médical. Le 24 août 2000, la formation disciplinaire de la Ligue du cyclisme professionnel français le suspend 6 mois avec sursis et le met hors-course du Tour de France. Le 19 septembre 2000, le TAS, sur appel de l'UCI, prononce à l'encontre du coureur français une suspension de six mois dont trois avec sursis. L'appel de l'UCI l'a également empêché de participer aux J.O. de Sydney.
Le 18 juillet 2000 également, France 3 diffuse un reportage dans lequel on voit du personnel de l'US Postal jeter dans une poubelle des seringues et des boîtes de médicaments (Actovegin) vides qui ne figuraient pas à l'époque sur la liste des produits interdits par l'UCI. Le parquet de Paris prononcera un non-lieu ultérieurement,.
Le 24 août 2012, le président de l'USADA annonce qu'Armstrong va être déchu de tous ses titres depuis le 1er août 1998 et radié à vie du cyclisme. La perte de ses titres est confirmée par l'UCI le 22 octobre 2012, qui décide que les Tours de France concernés resteront sans vainqueurs. Des journalistes indiquent qu'il faut descendre à la dixième place au classement, occupée par Daniele Nardello, pour trouver un cycliste propre,.

## Étapes
Initialement vainqueur de ce Tour de France et de la 19e étape, Lance Armstrong a été déclassé en octobre 2012 pour plusieurs infractions à la réglementation antidopage. Ses victoires n'ont pas été attribuées à d'autres coureurs. Il a porté le maillot jaune à l'issue de la dixième étape jusqu'à la fin de la course.
| Étape,    | Date             | Villes étapes                                            |                              | Distance (km)         | Vainqueur d’étape          | Leader du classement général |
| --------- | ---------------- | -------------------------------------------------------- | ---------------------------- | --------------------- | -------------------------- | ---------------------------- |
| 1re étape | sam. 1er juillet | Futuroscope – Futuroscope                                | Contre-la-montre individuel  | 16,5                  | David Millar               | David Millar                 |
| 2e étape  | dim. 2 juillet   | Futuroscope (Chasseneuil-du-Poitou/Jaunay-Clan) – Loudun | Étape de plaine              | 194                   | Tom Steels                 | David Millar                 |
| 3e étape  | lun. 3 juillet   | Loudun – Nantes                                          | Étape de plaine              | 161,5                 | Tom Steels                 | David Millar                 |
| 4e étape  | mar. 4 juillet   | Nantes – Saint-Nazaire                                   | Contre-la-montre par équipes | 70                    | ONCE-Deutsche Bank         | Laurent Jalabert             |
| 5e étape  | mer. 5 juillet   | Vannes – Vitré                                           | Étape de plaine              | 202                   | Marcel Wüst                | Laurent Jalabert             |
| 6e étape  | jeu. 6 juillet   | Vitré – Tours                                            | Étape de plaine              | 198,5                 | Léon van Bon               | Alberto Elli                 |
| 7e étape  | ven. 7 juillet   | Tours – Limoges                                          | Étape de plaine              | 202,5                 | Christophe Agnolutto       | Alberto Elli                 |
| 8e étape  | sam. 8 juillet   | Limoges – Villeneuve-sur-Lot                             | Étape de plaine              | 203,5                 | Erik Dekker                | Alberto Elli                 |
| 9e étape  | dim. 9 juillet   | Agen – Dax                                               | Étape de plaine              | 220                   | Paolo Bettini              | Alberto Elli                 |
| 10e étape | lun. 10 juillet  | Dax – Lourdes - Hautacam                                 | Étape de montagne            | 205                   | Javier Otxoa               | Lance Armstrong              |
| 11e étape | mar. 11 juillet  | Bagnères-de-Bigorre – Revel                              | Étape de moyenne montagne    | 218,5                 | Erik Dekker                | Lance Armstrong              |
|           | 12 juillet       | Provence - Carpentras                                    | Jour de repos                | Journée de repos no 1 | Journée de repos no 1      | Journée de repos no 1        |
| 12e étape | jeu. 13 juillet  | Carpentras – Mont Ventoux                                | Étape de montagne            | 149                   | Marco Pantani              | Lance Armstrong              |
| 13e étape | ven. 14 juillet  | Avignon – Draguignan                                     | Étape de plaine              | 185,5                 | José Vicente García Acosta | Lance Armstrong              |
| 14e étape | sam. 15 juillet  | Draguignan – Briançon                                    | Étape de montagne            | 249,5                 | Santiago Botero            | Lance Armstrong              |
| 15e étape | dim. 16 juillet  | Briançon – Courchevel                                    | Étape de montagne            | 173,5                 | Marco Pantani              | Lance Armstrong              |
|           | 17 juillet       | Courchevel                                               | Jour de repos                | Journée de repos no 2 | Journée de repos no 2      | Journée de repos no 2        |
| 16e étape | mar. 18 juillet  | Courchevel – Morzine                                     | Étape de montagne            | 196,5                 | Richard Virenque           | Lance Armstrong              |
| 17e étape | mer. 19 juillet  | Évian-les-Bains – Lausanne (SUI)                         | Étape de moyenne montagne    | 155                   | Erik Dekker                | Lance Armstrong              |
| 18e étape | jeu. 20 juillet  | Lausanne (SUI) – Fribourg-en-Brisgau (ALL)               | Étape de plaine              | 246,5                 | Salvatore Commesso         | Lance Armstrong              |
| 19e étape | ven. 21 juillet  | Fribourg-en-Brisgau (ALL) – Mulhouse                     | Contre-la-montre individuel  | 58,5                  | Lance Armstrong            | Lance Armstrong              |
| 20e étape | sam. 22 juillet  | Belfort – Troyes                                         | Étape de plaine              | 254,5                 | Erik Zabel                 | Lance Armstrong              |
| 21e étape | dim. 23 juillet  | Paris - Tour Eiffel – Paris - Champs-Élysées             | Étape de plaine              | 138                   | Stefano Zanini             | Lance Armstrong              |

## Classements

### Classement général final
Lance Armstrong, initialement vainqueur de ce tour, a parcouru les 3 661 km en 92 h 33 min 8 s, soit une moyenne de 39,556 km/h. Il est disqualifié en 2012 et son titre n'est pas attribué à un autre coureur.
| Classement général | Classement général            | Classement général | Classement général              | Classement général |
|                    | Coureur                       | Pays               | Équipe                          | Temps              |
| ------------------ | ----------------------------- | ------------------ | ------------------------------- | ------------------ |
| 1er                | Lance Armstrong Place vacante | États-Unis —       | US Postal Service —             |                    |
| 2e                 | Jan Ullrich                   | Allemagne          | Deutsche Telekom                | + 6 min 2 s        |
| 3e                 | Joseba Beloki                 | Espagne            | Festina                         | + 10 min 4 s       |
| 4e                 | Christophe Moreau             | France             | Festina                         | + 10 min 34 s      |
| 5e                 | Roberto Heras                 | Espagne            | Kelme-Costa Blanca              | + 11 min 50 s      |
| 6e                 | Richard Virenque              | France             | Polti                           | + 13 min 26 s      |
| 7e                 | Santiago Botero               | Colombie           | Kelme-Costa Blanca              | + 14 min 18 s      |
| 8e                 | Fernando Escartín             | Espagne            | Kelme-Costa Blanca              | + 17 min 21 s      |
| 9e                 | Francisco Mancebo             | Espagne            | Banesto                         | + 18 min 9 s       |
| 10e                | Daniele Nardello              | Italie             | Mapei-Quick Step                | + 18 min 25 s      |
| 11e                | Manuel Beltrán                | Espagne            | Mapei-Quick Step                | + 21 min 11 s      |
| 12e                | Pascal Hervé                  | France             | Polti                           | + 23 min 13 s      |
| 13e                | Javier Otxoa                  | Espagne            | Kelme-Costa Blanca              | + 25 min 0 s       |
| 14e                | Félix García Casas            | Espagne            | Festina                         | + 32 min 4 s       |
| 15e                | Alexandre Vinokourov          | Kazakhstan         | Deutsche Telekom                | + 32 min 26 s      |
| 16e                | Roberto Conti                 | Italie             | Vini Caldirola-Sidermec         | + 34 min 18 s      |
| 17e                | Kurt Van De Wouwer            | Belgique           | Lotto-Adecco                    | + 34 min 29 s      |
| 18e                | Guido Trentin                 | Italie             | Vini Caldirola-Sidermec         | + 35 min 57 s      |
| 19e                | Jean-Cyril Robin              | France             | Bonjour-Toupargel               | + 43 min 12 s      |
| 20e                | Geert Verheyen                | Belgique           | Lotto-Adecco                    | + 46 min 24 s      |
| 21e                | Peter Luttenberger            | Autriche           | ONCE-Deutsche Bank              | + 48 min 27 s      |
| 22e                | Nico Mattan                   | Belgique           | Cofidis-Le Crédit par Téléphone | + 50 min 9 s       |
| 23e                | José María Jiménez            | Espagne            | Banesto                         | + 51 min 45 s      |
| 24e                | Grischa Niermann              | Allemagne          | Rabobank                        | + 52 min 6 s       |
| 25e                | Tyler Hamilton                | États-Unis         | US Postal Service               | + 56 min 30 s      |
| modifier           |                               |                    |                                 |                    |

### Classements annexes finals
| Classement par points | Classement par points | Classement par points | Classement par points           | Classement par points |
| --------------------- | --------------------- | --------------------- | ------------------------------- | --------------------- |
|                       | Coureur               | Pays                  | Équipe                          | Point(s)              |
| 1er                   | Erik Zabel            | Allemagne             | Deutsche Telekom                | 321 points            |
| 2e                    | Robbie McEwen         | Australie             | Farm Frites                     | 203 pts               |
| 3e                    | Romāns Vainšteins     | Lettonie              | Vini Caldirola-Sidermec         | 184 pts               |
| 4e                    | Emmanuel Magnien      | France                | La Française des Jeux           | 157 pts               |
| 5e                    | Erik Dekker           | Pays-Bas              | Rabobank                        | 138 pts               |
| 6e                    | Stefano Zanini        | Italie                | Mapei-Quick Step                | 130 pts               |
| 7e                    | Jacky Durand          | France                | Lotto-Adecco                    | 130 pts               |
| 8e                    | François Simon        | France                | Bonjour-Toupargel               | 122 pts               |
| 9e                    | Salvatore Commesso    | Italie                | Saeco-Valli & Valli             | 118 pts               |
| 10e                   | Nico Mattan           | Belgique              | Cofidis-Le Crédit par Téléphone | 106 pts               |
| modifier              |                       |                       |                                 |                       |

| Classement du meilleur grimpeur | Classement du meilleur grimpeur | Classement du meilleur grimpeur | Classement du meilleur grimpeur | Classement du meilleur grimpeur |
| ------------------------------- | ------------------------------- | ------------------------------- | ------------------------------- | ------------------------------- |
|                                 | Coureur                         | Pays                            | Équipe                          | Point(s)                        |
| 1er                             | Santiago Botero                 | Colombie                        | Kelme-Costa Blanca              | 347 points                      |
| 2e                              | Javier Otxoa                    | Espagne                         | Kelme-Costa Blanca              | 283 pts                         |
| 3e                              | Richard Virenque                | France                          | Polti                           | 267 pts                         |
| 4e                              | Pascal Hervé                    | France                          | Polti                           | 234 pts                         |
| 5e                              | Nico Mattan                     | Belgique                        | Cofidis-Le Crédit par Téléphone | 164 pts                         |
| 6e                              | Lance Armstrong Place vacante   | États-Unis —                    | US Postal Service —             |                                 |
| 7e                              | Fernando Escartín               | Espagne                         | Kelme-Costa Blanca              | 149 pts                         |
| 8e                              | Roberto Heras                   | Espagne                         | Kelme-Costa Blanca              | 113 pts                         |
| 9e                              | Joseba Beloki                   | Espagne                         | Festina                         | 112 pts                         |
| 10e                             | José Maria Jimenez              | Espagne                         | Banesto                         | 110 pts                         |
| modifier                        |                                 |                                 |                                 |                                 |

| Classement du meilleur jeune | Classement du meilleur jeune | Classement du meilleur jeune | Classement du meilleur jeune    | Classement du meilleur jeune |
|                              | Coureur                      | Pays                         | Équipe                          | Temps                        |
| ---------------------------- | ---------------------------- | ---------------------------- | ------------------------------- | ---------------------------- |
| 1er                          | Francisco Mancebo            | Espagne                      | Banesto                         | en 92 h 51 min 17 s          |
| 2e                           | Guido Trentin                | Italie                       | Vini Caldirola-Sidermec         | + 17 min 48 s                |
| 3e                           | Grischa Niermann             | Allemagne                    | Rabobank                        | + 33 min 57 s                |
| 4e                           | David Cañada                 | Espagne                      | ONCE-Deutsche Bank              | + 59 min 35 s                |
| 5e                           | David Millar                 | Royaume-Uni                  | Cofidis-Le Crédit par Téléphone | + 1 h 54 min 54 s            |
| 6e                           | Salvatore Commesso           | Italie                       | Saeco-Valli & Valli             | + 2 h 10 min 39 s            |
| 7e                           | David Moncoutié              | France                       | Cofidis-Le Crédit par Téléphone | + 2 h 14 min 17 s            |
| 8e                           | Benoît Joachim               | Luxembourg                   | US Postal Service               | + 2 h 27 min 47 s            |
| 9e                           | Andreas Klier                | Allemagne                    | Farm Frites                     | + 2 h 39 min 55 s            |
| 10e                          | Magnus Backstedt             | Suède                        | Crédit Agricole                 | + 3 h 2 min 18 s             |
| modifier                     |                              |                              |                                 |                              |

| Classement de la combativité | Classement de la combativité | Classement de la combativité | Classement de la combativité    | Classement de la combativité |
| ---------------------------- | ---------------------------- | ---------------------------- | ------------------------------- | ---------------------------- |
|                              | Coureur                      | Pays                         | Équipe                          | Point(s)                     |
| 1er                          | Erik Dekker                  | Pays-Bas                     | Rabobank                        | 99 points                    |
| 2e                           | Santiago Botero              | Colombie                     | Kelme-Costa Blanca              | 98 pts                       |
| 3e                           | Christophe Agnolutto         | France                       | AG2R Prévoyance                 | 79 pts                       |
| 4e                           | Jacky Durand                 | France                       | Lotto-Adecco                    | 77 pts                       |
| 5e                           | Jens Voigt                   | Allemagne                    | Crédit Agricole                 | 70 pts                       |
| 6e                           | Javier Otxoa                 | Espagne                      | Kelme-Costa Blanca              | 53 pts                       |
| 7e                           | Didier Rous                  | France                       | Bonjour-Toupargel               | 44 pts                       |
| 8e                           | Salvatore Commesso           | Italie                       | Saeco-Valli & Valli             | 44 pts                       |
| 9e                           | François Simon               | France                       | Bonjour-Toupargel               | 38 pts                       |
| 10e                          | Massimiliano Lelli           | Italie                       | Cofidis-Le Crédit par Téléphone | 33 pts                       |
| modifier                     |                              |                              |                                 |                              |

#### Classement par équipes
| Classement par équipes | Classement par équipes          | Classement par équipes | Classement par équipes |
|                        | Équipe                          | Pays                   | Temps                  |
| ---------------------- | ------------------------------- | ---------------------- | ---------------------- |
| 1re                    | Kelme-Costa Blanca              | Espagne                | en 278 h 10 min 47 s   |
| 2e                     | Festina                         | France                 | + 13 min 42 s          |
| 3e                     | Banesto                         | Espagne                | + 18 min 21 s          |
| 4e                     | Deutsche Telekom                | Allemagne              | + 40 min 8 s           |
| 5e                     | Lotto-Adecco                    | Belgique               | + 1 h 11 min 50 s      |
| 6e                     | Rabobank                        | Pays-Bas               | + 1 h 16 min 34 s      |
| 7e                     | ONCE-Deutsche Bank              | Espagne                | + 1 h 36 min 14 s      |
| 8e                     | US Postal Service               | États-Unis             | + 1 h 46 min 4 s       |
| 9e                     | Mapei-Quick Step                | Belgique               | + 1 h 50 min 17 s      |
| 10e                    | Cofidis-Le Crédit par Téléphone | France                 | + 2 h 6 min 48 s       |
| modifier               |                                 |                        |                        |

### Évolution des classements
| Étape              | Vainqueur                  | Classement général | Classement par points | Classement de la montagne | Classement du meilleur jeune | Classement par équipes | Prix de la combativité | Prix de la combativité |
| Étape              | Vainqueur                  | Classement général | Classement par points | Classement de la montagne | Classement du meilleur jeune | Classement par équipes | Étape                  | Leader                 |
| ------------------ | -------------------------- | ------------------ | --------------------- | ------------------------- | ---------------------------- | ---------------------- | ---------------------- | ---------------------- |
| 1                  | David Millar               | David Millar       | David Millar          | Non décerné               | David Millar                 | US Postal Service      | Non décerné            | Non décerné            |
| 2                  | Tom Steels                 | David Millar       | Tom Steels            | Marcel Wüst               | David Millar                 | US Postal Service      | Erik Dekker            | Erik Dekker            |
| 3                  | Tom Steels                 | David Millar       | Tom Steels            | Marcel Wüst               | David Millar                 | US Postal Service      | Jens Voigt             | Jens Voigt             |
| 4                  | ONCE-Deutsche Bank         | Laurent Jalabert   | Tom Steels            | Marcel Wüst               | David Cañada                 | ONCE-Deutsche Bank     | Non décerné            | Jens Voigt             |
| 5                  | Marcel Wüst                | Laurent Jalabert   | Tom Steels            | Paolo Bettini             | David Cañada                 | ONCE-Deutsche Bank     | Erik Dekker            | Jens Voigt             |
| 6                  | Léon van Bon               | Alberto Elli       | Tom Steels            | Paolo Bettini             | Salvatore Commesso           | Rabobank               | Jacky Durand           | Jens Voigt             |
| 7                  | Christophe Agnolutto       | Alberto Elli       | Marcel Wüst           | Paolo Bettini             | Salvatore Commesso           | Rabobank               | Christophe Agnolutto   | Jens Voigt             |
| 8                  | Erik Dekker                | Alberto Elli       | Marcel Wüst           | Erik Dekker               | Salvatore Commesso           | Rabobank               | Erik Dekker            | Erik Dekker            |
| 9                  | Paolo Bettini              | Alberto Elli       | Erik Zabel            | Erik Dekker               | Salvatore Commesso           | Rabobank               | Paolo Bettini          | Erik Dekker            |
| 10                 | Javier Otxoa               | Lance Armstrong    | Erik Zabel            | Javier Otxoa              | Francisco Mancebo            | Rabobank               | Javier Otxoa           | Erik Dekker            |
| 11                 | Erik Dekker                | Lance Armstrong    | Erik Zabel            | Javier Otxoa              | Francisco Mancebo            | Rabobank               | Santiago Botero        | Erik Dekker            |
| 12                 | Marco Pantani              | Lance Armstrong    | Erik Zabel            | Javier Otxoa              | Francisco Mancebo            | Banesto                | Christophe Agnolutto   | Erik Dekker            |
| 13                 | José Vicente García Acosta | Lance Armstrong    | Erik Zabel            | Javier Otxoa              | Francisco Mancebo            | Banesto                | Didier Rous            | Erik Dekker            |
| 14                 | Santiago Botero            | Lance Armstrong    | Erik Zabel            | Santiago Botero           | Francisco Mancebo            | Banesto                | Santiago Botero        | Erik Dekker            |
| 15                 | Marco Pantani              | Lance Armstrong    | Erik Zabel            | Santiago Botero           | Francisco Mancebo            | Banesto                | Santiago Botero        | Santiago Botero        |
| 16                 | Richard Virenque           | Lance Armstrong    | Erik Zabel            | Santiago Botero           | Francisco Mancebo            | Kelme-Costa Blanca     | Marco Pantani          | Santiago Botero        |
| 17                 | Erik Dekker                | Lance Armstrong    | Erik Zabel            | Santiago Botero           | Francisco Mancebo            | Kelme-Costa Blanca     | Massimiliano Lelli     | Erik Dekker            |
| 18                 | Salvatore Commesso         | Lance Armstrong    | Erik Zabel            | Santiago Botero           | Francisco Mancebo            | Kelme-Costa Blanca     | Jacky Durand           | Erik Dekker            |
| 19                 | Lance Armstrong            | Lance Armstrong    | Erik Zabel            | Santiago Botero           | Francisco Mancebo            | Kelme-Costa Blanca     | Non décerné            | Erik Dekker            |
| 20                 | Erik Zabel                 | Lance Armstrong    | Erik Zabel            | Santiago Botero           | Francisco Mancebo            | Kelme-Costa Blanca     | François Simon         | Erik Dekker            |
| 21                 | Stefano Zanini             | Lance Armstrong    | Erik Zabel            | Santiago Botero           | Francisco Mancebo            | Kelme-Costa Blanca     | Massimo Apollonio      | Erik Dekker            |
| Classements finals | Classements finals         | Lance Armstrong    | Erik Zabel            | Santiago Botero           | Francisco Mancebo            | Kelme-Costa Blanca     | Erik Dekker            | Erik Dekker            |

## Liste des coureurs
| Légende                             | Légende                                                                                         | Légende                                | Légende                                                                                                  |
| ----------------------------------- | ----------------------------------------------------------------------------------------------- | -------------------------------------- | --- |
| Num                                 | Dossard de départ porté par le coureur sur ce Tour de France                                    | Pos                                    | Position finale au classement général                                                                    |
| Leader du classement général        | Indique le vainqueur du classement général                                                      | Leader du classement par points        | Indique le vainqueur du classement par points                                                            |
| Leader du classement de la montagne | Indique le vainqueur du classement de la montagne                                               | Leader du classement du meilleur jeune | Indique le vainqueur du classement du meilleur jeune                                                     |
| Meilleure équipe                    | Indique la meilleure équipe                                                                     | Super combatif                         | Indique le super combatif                                                                                |
|                                     | Indique un maillot de champion national ou mondial, suivi de sa spécialité                      | NP                                     | Indique un coureur qui n'a pas pris le départ d'une étape, suivi du numéro de l'étape où il s'est retiré |
| AB                                  | Indique un coureur qui n'a pas terminé une étape, suivi du numéro de l'étape où il s'est retiré | HD                                     | Indique un coureur qui a terminé une étape hors des délais, suivi du numéro de l'étape                   |
| EX                                  | Coureur exclu pour non-respect du règlement, suivi du numéro de l'étape                         | *                                      | Indique un coureur en lice pour le classement du meilleur jeune (coureurs nés après le 1er janvier 1975) |

| US Postal Service USP | US Postal Service USP        | US Postal Service USP |
| --------------------- | ---------------------------- | --------------------- |
| Num                   | Coureur                      | Pos                   |
| 1                     | Lance Armstrong (USA)        | 1er                   |
| 2                     | Frankie Andreu (USA)         | 110e                  |
| 3                     | Viatcheslav Ekimov (RUS)     | 55e                   |
| 4                     | Tyler Hamilton (USA)         | 25e                   |
| 5                     | George Hincapie (USA)        | 65e                   |
| 6                     | Benoît Joachim (LUX) (route) | 92e                   |
| 7                     | Steffen Kjærgaard (NOR)      | 89e                   |
| 8                     | Kevin Livingston (USA)       | 38e                   |
| 9                     | Cédric Vasseur (FRA)         | 52e                   |

| Banesto BAN | Banesto BAN                      | Banesto BAN |
| ----------- | -------------------------------- | ----------- |
| Num         | Coureur                          | Pos         |
| 11          | Alex Zülle (SUI)                 | AB-17       |
| 12          | José Luis Arrieta (ESP)          | 57e         |
| 13          | Dariusz Baranowski (POL)         | 30e         |
| 14          | José Vicente García Acosta (ESP) | 53e         |
| 15          | José María Jiménez (ESP)         | 23e         |
| 16          | Francisco Mancebo (ESP)          | 9e          |
| 17          | Jon Odriozola (ESP)              | 47e         |
| 18          | Leonardo Piepoli (ITA)           | NP-18       |
| 19          | Orlando Rodrigues (POR)          | 87e         |

| Kelme-Costa Blanca KEL | Kelme-Costa Blanca KEL         | Kelme-Costa Blanca KEL |
| ---------------------- | ------------------------------ | ---------------------- |
| Num                    | Coureur                        | Pos                    |
| 21                     | Fernando Escartín (ESP)        | 8e                     |
| 22                     | Santiago Botero (COL)          | 7e                     |
| 23                     | Carlos Alberto Contreras (COL) | AB-10                  |
| 24                     | Roberto Heras (ESP)            | 5e                     |
| 25                     | Francisco León Mane (ESP)      | 125e                   |
| 26                     | Javier Otxoa (ESP)             | 13e                    |
| 27                     | Javier Pascual Llorente (ESP)  | 31e                    |
| 28                     | Antonio Tauler (ESP)           | 63e                    |
| 29                     | José Ángel Vidal (ESP)         | 50e                    |

| Mapei-Quick Step MAP | Mapei-Quick Step MAP          | Mapei-Quick Step MAP |
| -------------------- | ----------------------------- | -------------------- |
| Num                  | Coureur                       | Pos                  |
| 31                   | Michele Bartoli (ITA) (route) | AB-13                |
| 32                   | Manuel Beltrán (ESP)          | 11e                  |
| 33                   | Paolo Bettini (ITA)           | AB-13                |
| 34                   | Chann McRae (USA)             | AB-12                |
| 35                   | Daniele Nardello (ITA)        | 10e                  |
| 36                   | Fred Rodriguez (USA) (route)  | 86e                  |
| 37                   | Tom Steels (BEL)              | AB-12                |
| 38                   | Max van Heeswijk (NED)        | 103e                 |
| 39                   | Stefano Zanini (ITA)          | 81e                  |

| Rabobank RAB | Rabobank RAB               | Rabobank RAB |
| ------------ | -------------------------- | ------------ |
| Num          | Coureur                    | Pos          |
| 41           | Michael Boogerd (NED)      | AB-20        |
| 42           | Jan Boven (NED)            | AB-17        |
| 43           | Erik Dekker (NED) (chrono) | 51e          |
| 44           | Maarten den Bakker (NED)   | 49e          |
| 45           | Marc Lotz (NED)            | 56e          |
| 46           | Grischa Niermann (GER)     | 24e          |
| 47           | Léon van Bon (NED) (route) | AB-15        |
| 48           | Marc Wauters (BEL)         | 43e          |
| 49           | Markus Zberg (SUI) (route) | 68e          |

| ONCE-Deutsche Bank ONC | ONCE-Deutsche Bank ONC             | ONCE-Deutsche Bank ONC |
| ---------------------- | ---------------------------------- | ---------------------- |
| Num                    | Coureur                            | Pos                    |
| 51                     | Laurent Jalabert (FRA)             | 54e                    |
| 52                     | David Cañada (ESP)                 | 33e                    |
| 53                     | David Etxebarria (ESP)             | AB-15                  |
| 54                     | José Iván Gutiérrez (ESP) (chrono) | AB-11                  |
| 55                     | Nicolas Jalabert (FRA)             | AB-16                  |
| 56                     | Peter Luttenberger (AUT)           | 21e                    |
| 57                     | Abraham Olano (ESP)                | 34e                    |
| 58                     | Miguel Ángel Peña (ESP)            | AB-13                  |
| 59                     | Marcos Serrano (ESP)               | AB-16                  |

| Deutsche Telekom TEL | Deutsche Telekom TEL       | Deutsche Telekom TEL |
| -------------------- | -------------------------- | -------------------- |
| Num                  | Coureur                    | Pos                  |
| 61                   | Jan Ullrich (GER) (chrono) | 2e                   |
| 62                   | Udo Bölts (GER)            | 42e                  |
| 63                   | Alberto Elli (ITA)         | 84e                  |
| 64                   | Gian Matteo Fagnini (ITA)  | 104e                 |
| 65                   | Giuseppe Guerini (ITA)     | 26e                  |
| 66                   | Jens Heppner (GER)         | 40e                  |
| 67                   | Alexandre Vinokourov (KAZ) | 15e                  |
| 68                   | Steffen Wesemann (GER)     | AB-14                |
| 69                   | Erik Zabel (GER)           | 61e                  |

| Mercatone Uno-Albacom ___ | Mercatone Uno-Albacom ___ | Mercatone Uno-Albacom ___ |
| ------------------------- | ------------------------- | ------------------------- |
| Num                       | Coureur                   | Pos                       |
| 71                        | Marco Pantani (ITA)       | NP-17                     |
| 72                        | Simone Borgheresi (ITA)   | 113e                      |
| 73                        | Ermanno Brignoli (ITA)    | 59e                       |
| 74                        | Fabiano Fontanelli (ITA)  | AB-12                     |
| 75                        | Riccardo Forconi (ITA)    | 70e                       |
| 76                        | Massimo Podenzana (ITA)   | 73e                       |
| 77                        | Marcello Siboni (ITA)     | 84e                       |
| 78                        | Marco Velo (ITA) (chrono) | 39e                       |
| 79                        | Enrico Zaina (ITA)        | 37e                       |

| AG2R Prévoyance A2R | AG2R Prévoyance A2R               | AG2R Prévoyance A2R |
| ------------------- | --------------------------------- | ------------------- |
| Num                 | Coureur                           | Pos                 |
| 81                  | Jaan Kirsipuu (EST)               | AB-12               |
| 82                  | Christophe Agnolutto (FRA)        | 66e                 |
| 83                  | Lauri Aus (EST) (route et chrono) | AB-13               |
| 84                  | Pascal Chanteur (FRA)             | 69e                 |
| 85                  | David Delrieu (FRA)               | 82e                 |
| 86                  | Artūras Kasputis (LTU)            | AB-15               |
| 87                  | Andrei Kivilev (KAZ)              | 32e                 |
| 88                  | Gilles Maignan (FRA)              | 80e                 |
| 89                  | Benoît Salmon (FRA)               | 107e                |

| Saeco-Valli & Valli SAE | Saeco-Valli & Valli SAE  | Saeco-Valli & Valli SAE |
| ----------------------- | ------------------------ | ----------------------- |
| Num                     | Coureur                  | Pos                     |
| 91                      | Laurent Dufaux (SUI)     | AB-13                   |
| 92                      | Daniel Atienza (ESP)     | 29e                     |
| 93                      | Salvatore Commesso (ITA) | 72e                     |
| 94                      | Armin Meier (SUI)        | AB-10                   |
| 95                      | Massimiliano Mori (ITA)  | 67e                     |
| 96                      | Pavel Padrnos (CZE)      | 85e                     |
| 97                      | Dario Pieri (ITA)        | AB-10                   |
| 98                      | Paolo Savoldelli (ITA)   | 41e                     |
| 99                      | Mario Scirea (ITA)       | AB-12                   |

| Festina FES | Festina FES              | Festina FES |
| ----------- | ------------------------ | ----------- |
| Num         | Coureur                  | Pos         |
| 101         | Christophe Moreau (FRA)  | 4e          |
| 102         | Joseba Beloki (ESP)      | 3e          |
| 103         | Ángel Casero (ESP)       | AB-13       |
| 104         | Félix García Casas (ESP) | 14e         |
| 105         | Jaime Hernández (ESP)    | 97e         |
| 106         | Pascal Lino (FRA)        | 112e        |
| 107         | Laurent Madouas (FRA)    | 35e         |
| 108         | David Plaza (ESP)        | AB-16       |
| 109         | Marcel Wüst (GER)        | AB-12       |

| Farm Frites FAR | Farm Frites FAR              | Farm Frites FAR |
| --------------- | ---------------------------- | --------------- |
| Num             | Coureur                      | Pos             |
| 111             | Sergueï Ivanov (RUS) (route) | NP-1            |
| 112             | Andreas Klier (GER)          | 105e            |
| 113             | Servais Knaven (NED)         | 109e            |
| 114             | Jans Koerts (NED)            | HD-8            |
| 115             | Michel Lafis (SWE)           | 78e             |
| 116             | Glenn Magnusson (SWE)        | 91e             |
| 117             | Robbie McEwen (AUS)          | 114e            |
| 118             | Koos Moerenhout (NED)        | 77e             |
| 119             | Geert Van Bondt (BEL)        | 118e            |

| Cofidis-Le Crédit par Téléphone COF | Cofidis-Le Crédit par Téléphone COF | Cofidis-Le Crédit par Téléphone COF |
| ----------------------------------- | ----------------------------------- | ----------------------------------- |
| Num                                 | Coureur                             | Pos                                 |
| 121                                 | Frank Vandenbroucke (BEL)           | AB-10                               |
| 122                                 | Laurent Desbiens (FRA)              | AB-10                               |
| 123                                 | Laurent Lefèvre (FRA)               | AB-10                               |
| 124                                 | Massimiliano Lelli (ITA)            | 27e                                 |
| 125                                 | Nico Mattan (BEL)                   | 22e                                 |
| 126                                 | Roland Meier (SUI)                  | 44e                                 |
| 127                                 | David Millar (GBR)                  | 62e                                 |
| 128                                 | David Moncoutié (FRA)               | 75e                                 |
| 129                                 | Chris Peers (BEL)                   | AB-17                               |

| Lotto-Adecco LOT | Lotto-Adecco LOT              | Lotto-Adecco LOT |
| ---------------- | ----------------------------- | ---------------- |
| Num              | Coureur                       | Pos              |
| 131              | Rik Verbrugghe (BEL) (chrono) | AB-14            |
| 132              | Mario Aerts (BEL)             | 28e              |
| 133              | Serge Baguet (BEL)            | 121e             |
| 134              | Sébastien Demarbaix (BEL)     | 88e              |
| 135              | Jacky Durand (FRA)            | 74e              |
| 136              | Thierry Marichal (BEL)        | 101e             |
| 137              | Kurt Van de Wouwer (BEL)      | 17e              |
| 138              | Paul Van Hyfte (BEL)          | 79e              |
| 139              | Geert Verheyen (BEL)          | 20e              |

| La Française des jeux FDJ | La Française des jeux FDJ  | La Française des jeux FDJ |
| ------------------------- | -------------------------- | ------------------------- |
| Num                       | Coureur                    | Pos                       |
| 141                       | Stéphane Heulot (FRA)      | AB-14                     |
| 142                       | Frédéric Guesdon (FRA)     | 116e                      |
| 143                       | Grzegorz Gwiazdowski (POL) | 106e                      |
| 144                       | Frank Høj (DEN)            | 100e                      |
| 145                       | Xavier Jan (FRA)           | 76e                       |
| 146                       | Emmanuel Magnien (FRA)     | 98e                       |
| 147                       | Christophe Mengin (FRA)    | 96e                       |
| 148                       | Sven Montgomery (SUI)      | AB-11                     |
| 149                       | Jean-Patrick Nazon (FRA)   | AB-10                     |

| Polti PLT | Polti PLT               | Polti PLT |
| --------- | ----------------------- | --------- |
| Num       | Coureur                 | Pos       |
| 151       | Richard Virenque (FRA)  | 6e        |
| 152       | Jeroen Blijlevens (NED) | 124e      |
| 153       | Rossano Brasi (ITA)     | NP-1      |
| 154       | Enrico Cassani (ITA)    | AB-12     |
| 155       | Mirko Crepaldi (ITA)    | 94e       |
| 156       | Pascal Hervé (FRA)      | 12e       |
| 157       | Rafael Mateos (ESP)     | AB-6      |
| 158       | Fabio Sacchi (ITA)      | 64e       |
| 159       | Bart Voskamp (NED)      | 115e      |

| Memory Card-Jack & Jones MCJ | Memory Card-Jack & Jones MCJ    | Memory Card-Jack & Jones MCJ |
| ---------------------------- | ------------------------------- | ---------------------------- |
| Num                          | Coureur                         | Pos                          |
| 161                          | Bo Hamburger (DEN) (route)      | 36e                          |
| 162                          | Michael Blaudzun (DEN)          | AB-12                        |
| 163                          | Tristan Hoffman (NED)           | 117e                         |
| 164                          | Allan Johansen (DEN)            | 119e                         |
| 165                          | Nicolaj Bo Larsen (DEN)         | 99e                          |
| 166                          | Arvis Piziks (LAT) (route)      | 93e                          |
| 167                          | Martin Rittsel (SWE)            | 108e                         |
| 168                          | Michael Sandstød (DEN) (chrono) | AB-14                        |
| 169                          | Jesper Skibby (DEN)             | AB-7                         |

| Crédit Agricole C.A | Crédit Agricole C.A      | Crédit Agricole C.A |
| ------------------- | ------------------------ | ------------------- |
| Num                 | Coureur                  | Pos                 |
| 171                 | Bobby Julich (USA)       | 48e                 |
| 172                 | Magnus Bäckstedt (SWE)   | 123e                |
| 173                 | Fabrice Gougot (FRA)     | AB-15               |
| 174                 | Sébastien Hinault (FRA)  | 126e                |
| 175                 | Anthony Langella (FRA)   | 120e                |
| 176                 | Anthony Morin (FRA)      | 90e                 |
| 177                 | Stuart O'Grady (AUS)     | NP-7                |
| 178                 | Jonathan Vaughters (USA) | AB-10               |
| 179                 | Jens Voigt (GER)         | 60e                 |

| Vini Caldirola-Sidermec ___ | Vini Caldirola-Sidermec ___   | Vini Caldirola-Sidermec ___ |
| --------------------------- | ----------------------------- | --------------------------- |
| Num                         | Coureur                       | Pos                         |
| 181                         | Romāns Vainšteins (LAT)       | 83e                         |
| 182                         | Massimo Apollonio (ITA)       | 102e                        |
| 183                         | Gianluca Bortolami (ITA)      | AB-12                       |
| 184                         | Filippo Casagrande (ITA)      | AB-8                        |
| 185                         | Roberto Conti (ITA)           | 16e                         |
| 186                         | Andrej Hauptman (SLO) (route) | NP-1                        |
| 187                         | Zoran Klemenčič (SLO)         | AB-10                       |
| 188                         | Mauro Radaelli (ITA)          | 95e                         |
| 189                         | Guido Trentin (ITA)           | 18e                         |

| Bonjour-Toupargel BJT | Bonjour-Toupargel BJT    | Bonjour-Toupargel BJT |
| --------------------- | ------------------------ | --------------------- |
| Num                   | Coureur                  | Pos                   |
| 191                   | Jean-Cyril Robin (FRA)   | 19e                   |
| 192                   | Walter Bénéteau (FRA)    | 71e                   |
| 193                   | Franck Bouyer (FRA)      | 122e                  |
| 194                   | Pascal Deramé (FRA)      | 111e                  |
| 195                   | Christophe Faudot (FRA)  | AB-8                  |
| 196                   | Damien Nazon (FRA)       | 127e                  |
| 197                   | Olivier Perraudeau (FRA) | 128e                  |
| 198                   | Didier Rous (FRA)        | 45e                   |
| 199                   | François Simon (FRA)     | 58e                   |

| US Postal Service USP | US Postal Service USP        | US Postal Service USP |
| --------------------- | ---------------------------- | --------------------- |
| Num                   | Coureur                      | Pos                   |
| 1                     | Lance Armstrong (USA)        | 1er                   |
| 2                     | Frankie Andreu (USA)         | 110e                  |
| 3                     | Viatcheslav Ekimov (RUS)     | 55e                   |
| 4                     | Tyler Hamilton (USA)         | 25e                   |
| 5                     | George Hincapie (USA)        | 65e                   |
| 6                     | Benoît Joachim (LUX) (route) | 92e                   |
| 7                     | Steffen Kjærgaard (NOR)      | 89e                   |
| 8                     | Kevin Livingston (USA)       | 38e                   |
| 9                     | Cédric Vasseur (FRA)         | 52e                   |

| Banesto BAN | Banesto BAN                      | Banesto BAN |
| ----------- | -------------------------------- | ----------- |
| Num         | Coureur                          | Pos         |
| 11          | Alex Zülle (SUI)                 | AB-17       |
| 12          | José Luis Arrieta (ESP)          | 57e         |
| 13          | Dariusz Baranowski (POL)         | 30e         |
| 14          | José Vicente García Acosta (ESP) | 53e         |
| 15          | José María Jiménez (ESP)         | 23e         |
| 16          | Francisco Mancebo (ESP)          | 9e          |
| 17          | Jon Odriozola (ESP)              | 47e         |
| 18          | Leonardo Piepoli (ITA)           | NP-18       |
| 19          | Orlando Rodrigues (POR)          | 87e         |

| Kelme-Costa Blanca KEL | Kelme-Costa Blanca KEL         | Kelme-Costa Blanca KEL |
| ---------------------- | ------------------------------ | ---------------------- |
| Num                    | Coureur                        | Pos                    |
| 21                     | Fernando Escartín (ESP)        | 8e                     |
| 22                     | Santiago Botero (COL)          | 7e                     |
| 23                     | Carlos Alberto Contreras (COL) | AB-10                  |
| 24                     | Roberto Heras (ESP)            | 5e                     |
| 25                     | Francisco León Mane (ESP)      | 125e                   |
| 26                     | Javier Otxoa (ESP)             | 13e                    |
| 27                     | Javier Pascual Llorente (ESP)  | 31e                    |
| 28                     | Antonio Tauler (ESP)           | 63e                    |
| 29                     | José Ángel Vidal (ESP)         | 50e                    |

| Mapei-Quick Step MAP | Mapei-Quick Step MAP          | Mapei-Quick Step MAP |
| -------------------- | ----------------------------- | -------------------- |
| Num                  | Coureur                       | Pos                  |
| 31                   | Michele Bartoli (ITA) (route) | AB-13                |
| 32                   | Manuel Beltrán (ESP)          | 11e                  |
| 33                   | Paolo Bettini (ITA)           | AB-13                |
| 34                   | Chann McRae (USA)             | AB-12                |
| 35                   | Daniele Nardello (ITA)        | 10e                  |
| 36                   | Fred Rodriguez (USA) (route)  | 86e                  |
| 37                   | Tom Steels (BEL)              | AB-12                |
| 38                   | Max van Heeswijk (NED)        | 103e                 |
| 39                   | Stefano Zanini (ITA)          | 81e                  |

| Rabobank RAB | Rabobank RAB               | Rabobank RAB |
| ------------ | -------------------------- | ------------ |
| Num          | Coureur                    | Pos          |
| 41           | Michael Boogerd (NED)      | AB-20        |
| 42           | Jan Boven (NED)            | AB-17        |
| 43           | Erik Dekker (NED) (chrono) | 51e          |
| 44           | Maarten den Bakker (NED)   | 49e          |
| 45           | Marc Lotz (NED)            | 56e          |
| 46           | Grischa Niermann (GER)     | 24e          |
| 47           | Léon van Bon (NED) (route) | AB-15        |
| 48           | Marc Wauters (BEL)         | 43e          |
| 49           | Markus Zberg (SUI) (route) | 68e          |

| ONCE-Deutsche Bank ONC | ONCE-Deutsche Bank ONC             | ONCE-Deutsche Bank ONC |
| ---------------------- | ---------------------------------- | ---------------------- |
| Num                    | Coureur                            | Pos                    |
| 51                     | Laurent Jalabert (FRA)             | 54e                    |
| 52                     | David Cañada (ESP)                 | 33e                    |
| 53                     | David Etxebarria (ESP)             | AB-15                  |
| 54                     | José Iván Gutiérrez (ESP) (chrono) | AB-11                  |
| 55                     | Nicolas Jalabert (FRA)             | AB-16                  |
| 56                     | Peter Luttenberger (AUT)           | 21e                    |
| 57                     | Abraham Olano (ESP)                | 34e                    |
| 58                     | Miguel Ángel Peña (ESP)            | AB-13                  |
| 59                     | Marcos Serrano (ESP)               | AB-16                  |

| Deutsche Telekom TEL | Deutsche Telekom TEL       | Deutsche Telekom TEL |
| -------------------- | -------------------------- | -------------------- |
| Num                  | Coureur                    | Pos                  |
| 61                   | Jan Ullrich (GER) (chrono) | 2e                   |
| 62                   | Udo Bölts (GER)            | 42e                  |
| 63                   | Alberto Elli (ITA)         | 84e                  |
| 64                   | Gian Matteo Fagnini (ITA)  | 104e                 |
| 65                   | Giuseppe Guerini (ITA)     | 26e                  |
| 66                   | Jens Heppner (GER)         | 40e                  |
| 67                   | Alexandre Vinokourov (KAZ) | 15e                  |
| 68                   | Steffen Wesemann (GER)     | AB-14                |
| 69                   | Erik Zabel (GER)           | 61e                  |

| Mercatone Uno-Albacom ___ | Mercatone Uno-Albacom ___ | Mercatone Uno-Albacom ___ |
| ------------------------- | ------------------------- | ------------------------- |
| Num                       | Coureur                   | Pos                       |
| 71                        | Marco Pantani (ITA)       | NP-17                     |
| 72                        | Simone Borgheresi (ITA)   | 113e                      |
| 73                        | Ermanno Brignoli (ITA)    | 59e                       |
| 74                        | Fabiano Fontanelli (ITA)  | AB-12                     |
| 75                        | Riccardo Forconi (ITA)    | 70e                       |
| 76                        | Massimo Podenzana (ITA)   | 73e                       |
| 77                        | Marcello Siboni (ITA)     | 84e                       |
| 78                        | Marco Velo (ITA) (chrono) | 39e                       |
| 79                        | Enrico Zaina (ITA)        | 37e                       |

| AG2R Prévoyance A2R | AG2R Prévoyance A2R               | AG2R Prévoyance A2R |
| ------------------- | --------------------------------- | ------------------- |
| Num                 | Coureur                           | Pos                 |
| 81                  | Jaan Kirsipuu (EST)               | AB-12               |
| 82                  | Christophe Agnolutto (FRA)        | 66e                 |
| 83                  | Lauri Aus (EST) (route et chrono) | AB-13               |
| 84                  | Pascal Chanteur (FRA)             | 69e                 |
| 85                  | David Delrieu (FRA)               | 82e                 |
| 86                  | Artūras Kasputis (LTU)            | AB-15               |
| 87                  | Andrei Kivilev (KAZ)              | 32e                 |
| 88                  | Gilles Maignan (FRA)              | 80e                 |
| 89                  | Benoît Salmon (FRA)               | 107e                |

| Saeco-Valli & Valli SAE | Saeco-Valli & Valli SAE  | Saeco-Valli & Valli SAE |
| ----------------------- | ------------------------ | ----------------------- |
| Num                     | Coureur                  | Pos                     |
| 91                      | Laurent Dufaux (SUI)     | AB-13                   |
| 92                      | Daniel Atienza (ESP)     | 29e                     |
| 93                      | Salvatore Commesso (ITA) | 72e                     |
| 94                      | Armin Meier (SUI)        | AB-10                   |
| 95                      | Massimiliano Mori (ITA)  | 67e                     |
| 96                      | Pavel Padrnos (CZE)      | 85e                     |
| 97                      | Dario Pieri (ITA)        | AB-10                   |
| 98                      | Paolo Savoldelli (ITA)   | 41e                     |
| 99                      | Mario Scirea (ITA)       | AB-12                   |

| Festina FES | Festina FES              | Festina FES |
| ----------- | ------------------------ | ----------- |
| Num         | Coureur                  | Pos         |
| 101         | Christophe Moreau (FRA)  | 4e          |
| 102         | Joseba Beloki (ESP)      | 3e          |
| 103         | Ángel Casero (ESP)       | AB-13       |
| 104         | Félix García Casas (ESP) | 14e         |
| 105         | Jaime Hernández (ESP)    | 97e         |
| 106         | Pascal Lino (FRA)        | 112e        |
| 107         | Laurent Madouas (FRA)    | 35e         |
| 108         | David Plaza (ESP)        | AB-16       |
| 109         | Marcel Wüst (GER)        | AB-12       |

| Farm Frites FAR | Farm Frites FAR              | Farm Frites FAR |
| --------------- | ---------------------------- | --------------- |
| Num             | Coureur                      | Pos             |
| 111             | Sergueï Ivanov (RUS) (route) | NP-1            |
| 112             | Andreas Klier (GER)          | 105e            |
| 113             | Servais Knaven (NED)         | 109e            |
| 114             | Jans Koerts (NED)            | HD-8            |
| 115             | Michel Lafis (SWE)           | 78e             |
| 116             | Glenn Magnusson (SWE)        | 91e             |
| 117             | Robbie McEwen (AUS)          | 114e            |
| 118             | Koos Moerenhout (NED)        | 77e             |
| 119             | Geert Van Bondt (BEL)        | 118e            |

| Cofidis-Le Crédit par Téléphone COF | Cofidis-Le Crédit par Téléphone COF | Cofidis-Le Crédit par Téléphone COF |
| ----------------------------------- | ----------------------------------- | ----------------------------------- |
| Num                                 | Coureur                             | Pos                                 |
| 121                                 | Frank Vandenbroucke (BEL)           | AB-10                               |
| 122                                 | Laurent Desbiens (FRA)              | AB-10                               |
| 123                                 | Laurent Lefèvre (FRA)               | AB-10                               |
| 124                                 | Massimiliano Lelli (ITA)            | 27e                                 |
| 125                                 | Nico Mattan (BEL)                   | 22e                                 |
| 126                                 | Roland Meier (SUI)                  | 44e                                 |
| 127                                 | David Millar (GBR)                  | 62e                                 |
| 128                                 | David Moncoutié (FRA)               | 75e                                 |
| 129                                 | Chris Peers (BEL)                   | AB-17                               |

| Lotto-Adecco LOT | Lotto-Adecco LOT              | Lotto-Adecco LOT |
| ---------------- | ----------------------------- | ---------------- |
| Num              | Coureur                       | Pos              |
| 131              | Rik Verbrugghe (BEL) (chrono) | AB-14            |
| 132              | Mario Aerts (BEL)             | 28e              |
| 133              | Serge Baguet (BEL)            | 121e             |
| 134              | Sébastien Demarbaix (BEL)     | 88e              |
| 135              | Jacky Durand (FRA)            | 74e              |
| 136              | Thierry Marichal (BEL)        | 101e             |
| 137              | Kurt Van de Wouwer (BEL)      | 17e              |
| 138              | Paul Van Hyfte (BEL)          | 79e              |
| 139              | Geert Verheyen (BEL)          | 20e              |

| La Française des jeux FDJ | La Française des jeux FDJ  | La Française des jeux FDJ |
| ------------------------- | -------------------------- | ------------------------- |
| Num                       | Coureur                    | Pos                       |
| 141                       | Stéphane Heulot (FRA)      | AB-14                     |
| 142                       | Frédéric Guesdon (FRA)     | 116e                      |
| 143                       | Grzegorz Gwiazdowski (POL) | 106e                      |
| 144                       | Frank Høj (DEN)            | 100e                      |
| 145                       | Xavier Jan (FRA)           | 76e                       |
| 146                       | Emmanuel Magnien (FRA)     | 98e                       |
| 147                       | Christophe Mengin (FRA)    | 96e                       |
| 148                       | Sven Montgomery (SUI)      | AB-11                     |
| 149                       | Jean-Patrick Nazon (FRA)   | AB-10                     |

| Polti PLT | Polti PLT               | Polti PLT |
| --------- | ----------------------- | --------- |
| Num       | Coureur                 | Pos       |
| 151       | Richard Virenque (FRA)  | 6e        |
| 152       | Jeroen Blijlevens (NED) | 124e      |
| 153       | Rossano Brasi (ITA)     | NP-1      |
| 154       | Enrico Cassani (ITA)    | AB-12     |
| 155       | Mirko Crepaldi (ITA)    | 94e       |
| 156       | Pascal Hervé (FRA)      | 12e       |
| 157       | Rafael Mateos (ESP)     | AB-6      |
| 158       | Fabio Sacchi (ITA)      | 64e       |
| 159       | Bart Voskamp (NED)      | 115e      |

| Memory Card-Jack & Jones MCJ | Memory Card-Jack & Jones MCJ    | Memory Card-Jack & Jones MCJ |
| ---------------------------- | ------------------------------- | ---------------------------- |
| Num                          | Coureur                         | Pos                          |
| 161                          | Bo Hamburger (DEN) (route)      | 36e                          |
| 162                          | Michael Blaudzun (DEN)          | AB-12                        |
| 163                          | Tristan Hoffman (NED)           | 117e                         |
| 164                          | Allan Johansen (DEN)            | 119e                         |
| 165                          | Nicolaj Bo Larsen (DEN)         | 99e                          |
| 166                          | Arvis Piziks (LAT) (route)      | 93e                          |
| 167                          | Martin Rittsel (SWE)            | 108e                         |
| 168                          | Michael Sandstød (DEN) (chrono) | AB-14                        |
| 169                          | Jesper Skibby (DEN)             | AB-7                         |

| Crédit Agricole C.A | Crédit Agricole C.A      | Crédit Agricole C.A |
| ------------------- | ------------------------ | ------------------- |
| Num                 | Coureur                  | Pos                 |
| 171                 | Bobby Julich (USA)       | 48e                 |
| 172                 | Magnus Bäckstedt (SWE)   | 123e                |
| 173                 | Fabrice Gougot (FRA)     | AB-15               |
| 174                 | Sébastien Hinault (FRA)  | 126e                |
| 175                 | Anthony Langella (FRA)   | 120e                |
| 176                 | Anthony Morin (FRA)      | 90e                 |
| 177                 | Stuart O'Grady (AUS)     | NP-7                |
| 178                 | Jonathan Vaughters (USA) | AB-10               |
| 179                 | Jens Voigt (GER)         | 60e                 |

| Vini Caldirola-Sidermec ___ | Vini Caldirola-Sidermec ___   | Vini Caldirola-Sidermec ___ |
| --------------------------- | ----------------------------- | --------------------------- |
| Num                         | Coureur                       | Pos                         |
| 181                         | Romāns Vainšteins (LAT)       | 83e                         |
| 182                         | Massimo Apollonio (ITA)       | 102e                        |
| 183                         | Gianluca Bortolami (ITA)      | AB-12                       |
| 184                         | Filippo Casagrande (ITA)      | AB-8                        |
| 185                         | Roberto Conti (ITA)           | 16e                         |
| 186                         | Andrej Hauptman (SLO) (route) | NP-1                        |
| 187                         | Zoran Klemenčič (SLO)         | AB-10                       |
| 188                         | Mauro Radaelli (ITA)          | 95e                         |
| 189                         | Guido Trentin (ITA)           | 18e                         |

| Bonjour-Toupargel BJT | Bonjour-Toupargel BJT    | Bonjour-Toupargel BJT |
| --------------------- | ------------------------ | --------------------- |
| Num                   | Coureur                  | Pos                   |
| 191                   | Jean-Cyril Robin (FRA)   | 19e                   |
| 192                   | Walter Bénéteau (FRA)    | 71e                   |
| 193                   | Franck Bouyer (FRA)      | 122e                  |
| 194                   | Pascal Deramé (FRA)      | 111e                  |
| 195                   | Christophe Faudot (FRA)  | AB-8                  |
| 196                   | Damien Nazon (FRA)       | 127e                  |
| 197                   | Olivier Perraudeau (FRA) | 128e                  |
| 198                   | Didier Rous (FRA)        | 45e                   |
| 199                   | François Simon (FRA)     | 58e                   |